# ستيف باتلر
ستيف باتلر (بالإنجليزية: Steve Butler)‏ (27 يناير 1962 ببرمنغهام في المملكة المتحدة - ) هو لاعب كرة قدم بريطاني في مركز الهجوم. لعب مع ستيفيناغ بوروه وكامبريدج يونايتد ونادي برينتفورد ونادي بورنموث ونادي بيتربورو يونايتد ونادي غيلينغهام ونادي واتفورد وماديستون يونايتد ‏ وميدستون يونايتد وWindsor & Eton F.C. (1892) ‏.

## وصلات خارجية
- ستيف باتلر على موقع قاعدة بيانات كرة القدم.إي يو (الإنجليزية)
- ستيف باتلر على موقع Soccerbase.com (لاعب) (الإنجليزية)